# Flexicrurum wuzhishanense
Espèce
Flexicrurum wuzhishanense est une espèce d'araignées aranéomorphes de la famille des Psilodercidae.

## Distribution
Cette espèce est endémique de Hainan en Chine,. Elle se rencontre vers Wuzhishan.

## Description
Le mâle holotype mesure 2,46 mm et la femelle paratype 2,12 mm.

## Étymologie
Son nom d'espèce, composé de wuzhishan et du suffixe latin -ense, « qui vit dans, qui habite », lui a été donné en référence au lieu de sa découverte, Wuzhishan.

## Publication originale
- Chang, Li & Li, 2019 : On the genus Flexicrurum Tong & Li, 2007 (Araneae, Psilodercidae) from Hainan Island, China. ZooKeys, no 855, p. 15-30 (texte intégral).